# 35 (număr)
35 (treizeci și cinci) este numărul natural care urmează după 34 și este urmat de 36.

## În matematică
- Este un număr compus.[1]

35 este un număr tetraedric

- 35 este un număr semiprim, fiind produsul a două numere prime: 35 = 5 x 7. 33 și 34 sunt de asemenea semiprime. Cele trei numere formează unul dintre puținele grupuri de trei numere semiprime consecutive (un alt exemplu fiind cel format din numerele 85, 86 și 87).[2][3]
- Este un număr briliant.[4][5] deoarece este un produs de numere prime având același număr de cifre.
- Este suma primelor patru numere triunghiulare, ceea ce îl face un număr tetraedric.[6]
- Este un număr pentagonal[7] și un număr pentatopic.[8]
- Este un număr centrat tetraedric.[9] și un număr centrat cubic,[10]
- Este un număr extrem cototient.[11][12]
- Este un număr platonic.[13]
- Este un număr Størmer.[14]

## În știință
- Este numărul atomic al bromului.[15]

### Astronomie
- NGC 35 este o galaxie spirală în constelația Balena.
- Messier 35 este un roi deschis din constelația Gemenii.
- 35 Leukothea este o planetă minoră.
- 35P/Herschel-Rigollet este o cometă periodică din sistemul solar.